# فرانس فان شوتين
فرانس فان شوتين (بالهولندية: Frans van Schooten) ‏ (1615 - 29 مايو 1660) كان عالم رياضيات هولنديًا معروفًا بتعميم الهندسة التحليلية لرينيه ديكارت.

## روابط خارجية
- فرانس فان شوتين على موقع الموسوعة البريطانية (الإنجليزية)